# Nebelbach (Hydrographers Cove)
Koordinaten: 62° 13′ 0″ S, 58° 57′ 0″ W
Der Nebelbach ist ein Bach im Süden der Fildes-Halbinsel von King George Island, der größten der Südlichen Shetlandinseln. 
Er entspringt wenige hundert Meter nördlich der Quelle des Flechtenbachs und fließt parallel zu diesem (und damit zur Küste der Fildes Strait) ostwärts zur Hydrographers Cove, einer Nebenbucht der Maxwell Bay, die er unmittelbar nördlich des Dyke Point erreicht.
Im Rahmen zweier deutscher Expeditionen zur Fildes-Halbinsel in den Jahren 1981/82 und 1983/84 unter der Leitung von Dietrich Barsch (Geographisches Institut der Universität Heidelberg) und Gerhard Stäblein (Geomorphologisches Laboratorium der Freien Universität Berlin) wurde der Bach zusammen mit zahlreichen weiteren bis dahin unbenannten geographischen Objekten der Fildes-Halbinsel neu benannt und dem Wissenschaftlichen Ausschuss für Antarktisforschung (Scientific Committee on Antarctic Research, SCAR) gemeldet.